# نورثبورن
نورثبورن (به انگلیسی: Northbourne) یک روستا و محله مدنی در بریتانیا است که در Dover واقع شده‌است. نورثبورن ۷۷۲ نفر جمعیت دارد.